# Луна пустыни
«Луна́ пусты́ни» (англ. Mojave Moon) — американская криминально-романтическая комедия 1996 года.

## Сюжет
Пожилой торговец автомобилями знакомится в кафе с молодой красивой девушкой, которая начинает с ним заигрывать и приглашает прокатиться в пустыню Мохаве. Однако вскоре оказывается, что она захотела познакомить его со своей мамой. Положение осложняется ещё тем, что у матери уже есть приятель, который настроен очень недружелюбно.

## В ролях
| Актёр           | Роль                  |
| --------------- | --------------------- |
| Дэнни Айелло    | Эл Маккорд            |
| Анджелина Джоли | Элеанор «Эли» Ригби   |
| Энн Арчер       | Джули (мать Эли)      |
| Майкл Бин       | Бойд (бойфренд Джули) |
| Альфред Молина  | Сэл Сантори           |
| Джек Ноузуорти  | Кайзер (бойфренд Эли) |
| Зак Норман      | Терри                 |
| Питер Макникол  | автослесарь           |
| Джон Гетц       | офицер полиции        |
| Ли Аренберг     | дружелюбный водитель  |
| Корин Немек     | угонщик               |
| Льюис Аркетт    | Чарли                 |
| Майкл Берриман  | Ангел                 |
| Майкл Масси     | парень                |